# Linia lobowa
Linia lobowa – linia, która powstaje na styku przegród i wewnętrznej ściany muszli głowonogów. Linia ta jest zwykle pofałdowana; składa się z siodeł (fałdów wypukłych w stosunku do ujścia muszli) i zatok (fałdów wklęsłych). Linia lobowa nie jest  widoczna z zewnątrz muszli, ale jest głównym elementem diagnostycznym podczas rozpoznawania taksonów dla paleontologów. 
W stanie kopalnym głowonogi zachowują się głównie w postaci ośródek wewnętrznych, na których dobrze widoczne są linie lobowe. Każdy gatunek miał inną, charakterystyczną tylko dla siebie, linię lobową. 
Linia lobowa łodzików charakteryzuje się tym, że na stronie brzusznej (zewnętrznej, obwodowej) posiada siodło. Baktryty (wymarłe) miały na stronie brzusznej lekką zatokę, a amonity miały przeważnie zatokę po stronie brzusznej, z wyjątkiem jednego rzędu: klymenii.
Jest kilka rodzajów linii lobowych amonitów: agoniatytowa (najprostsza, z gładkimi zatokami i siodłami), goniatytowa (z gładkimi siodłami i "kanciastymi" zatokami), ceratytowa (z gładkimi siodłami i "ząbkowanymi", wielokrotnie pofałdowanymi zatokami) i amonitowa (z wielokrotnie pofałdowanymi siodłami i zatokami).